# Josef Kramer

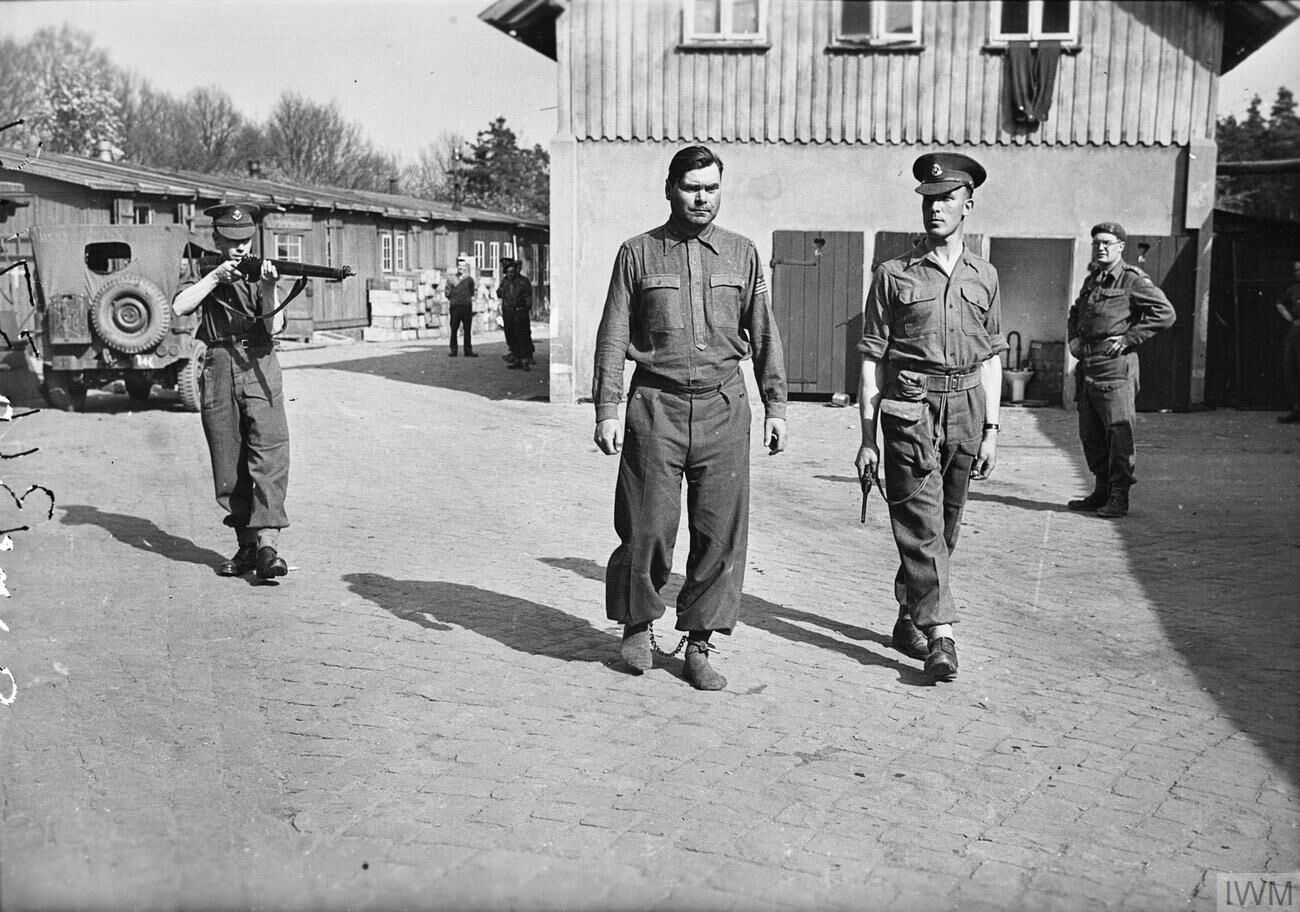
Kramer sendo escoltado por soldados ingleses em Bergen-Belsen após ser capturado, 1945.

Josef Kramer (10 de novembro de 1906, Munique – 13 de dezembro de 1945, Hamelin) foi o comandante do campo de concentração de Bergen-Belsen, na Alemanha, e um dos mais notórios criminosos de guerra nazistas, diretamente responsável pela morte de milhares de pessoas no Holocausto judeu da II Guerra Mundial. Sua crueldade lhe valeu o apelido de Besta de Belsen, dado pelos prisioneiros do campo.
Kramer entrou para o Partido Nazista em 1931 e para a SS, como soldado raso, em 1932. Seu treinamento na SS o transformou em guarda de presídio e após o início da guerra, em guarda de campo de concentração. Em 1934 foi recrutado como guarda em Dachau, e rapidamente promovido, conseguiu melhores postos de supervisão em outros campos como Sachsenhausen e Mauthausen. Em 1940, Kramer tornou-se assistente de Rudolf Hoess em Auschwitz e em 1942 foi promovido a SS Hauptsturmführer, quando recebeu o controle das câmaras de gás no complexo de extermínio Auschwitz-Birkenau. Em 1944 finalmente tornou-se comandante do campo de concentração de Bergen-Belsen.
Em seu período em Auschwitz, Kramer ficou famoso pela maneira dura e rude como tratava seus subordinados. Um dos acusados no julgamento de crimes de guerra de Frankfurt, o Dr. Franz Lukas, contou que evitava as tarefas determinadas a ele por Kramer pretextando dores de estômago e de intestinos. Quando certa vez viu seu nome ser colocado numa lista de médicos que deveriam selecionar prisioneiros recém-chegados da Hungria para trabalhos forçados ou execução protestou violentamente o que levou Kramer a lhe dizer: "Eu sei que você está sendo investigado por favorecimento a prisioneiros. Eu estou lhe ordenando agora que suba aquela rampa e faça seu trabalho. Se se recusar a obedecer, eu o mato no local".
Em agosto de 1943, Auschwitz recebeu um grupo de 40 mulheres que deveriam ser executadas com gás. Com a ajuda dos SS, Kramer as despiu, as enfiou nas câmaras e ficou olhando pelo lado de fora através de um pequeno visor vendo-as gritarem desesperadas até caírem mortas ao chão. Perguntado sobre o que sentia com isso, ele respondeu: “Eu não sentia nada em fazer estas coisas porque eu estava simplesmente obedecendo a ordens. Esta era a maneira como fui treinado”.
Em dezembro de 1944, investido do comando no campo de Belsen, as regras e o comportamento de Kramer eram tão duros e cruéis que ele foi apelidado pelos internos de “Besta de Belsen”. A medida que a Alemanha ia entrando em colapso e a administração dos campos ruía em sua organização, Kramer continuava devoto à burocracia. Em março de 1945, ele preencheu um relatório dizendo que dos 25 mil prisioneiros em seu campo, 300 haviam morrido de tifo na semana anterior. Com o fim da guerra cada vez mais próximo e a Alemanha invadida por todos os lados, a população de Belsen continuava a crescer, recebendo prisioneiros trazidos de outros campos que tinham sido alcançados pelos Aliados. No meio de abril, Belsen tinha mais de 80 mil prisioneiros sob o tacão de Josef Kramer.
Com o colapso total da administração e a fuga da maioria dos guardas de Belsen à aproximação dos soldados aliados para evitar a retaliação, os prisioneiros foram entregues a sua própria sorte. Corpos apodreciam por todos os lugares e os ratos atacavam aqueles que não tinham mais forças para espantá-los. Kramer permaneceu no campo até o fim e mesmo quando os britânicos chegaram ele se manteve indiferente e levou-os a uma volta na área para ver as cenas de degradação humana e morte por todo o lugar, pilhas de corpos esqueléticos amontoados no chão, covas cheias de cadáveres insepultos e cabanas com os últimos prisioneiros sobreviventes em estado de completa degeneração física e mental.
Josef Kramer e outros 44 subalternos da equipe do campo de Bergen-Belsen (incluindo quinze mulheres) foram presos e julgados por uma corte militar britânica na cidade próxima de Lüneburg. O julgamento dos réus se desenrolou entre setembro e novembro de 1945. Em 17 de novembro ele foi sentenciado à morte e enforcado por crimes contra a humanidade em 13 de dezembro, na prisão de Hamelin.